# Gambsheim
Gambsheim é uma comuna francesa na região administrativa de Grande Leste, no departamento Baixo Reno. Estende-se por uma área de 17,4 km². Em 2010 a comuna tinha 5 005 habitantes (densidade: 287,6 hab./km²).